# Донато, Леонардо
Леонардо Донато (итал. Leonardo Donato), также Leonardo Donà (итал. Leonardo Dona; 12 февраля 1536, Венеция — 16 июня 1612, там же) — 90-й венецианский дож, из знатного венецианского рода Донато. Избран 10 января 1606 и правил вплоть до своей смерти 16 июня 1612 года.

## Биография
Донато начал свою политическую карьеру в качестве венецианского посла в Константинополе, а затем в качестве губернатора и прокурора Сан-Марко. Позже Донато служил венецианским послом в Ватикане и жил в Риме в течение многих лет. Противостояние с амбициями папства привело его к конфликту с кардиналом Боргезе. О Донато ходили слухи, что он был протестантом, хотя историки не нашли никаких доказательств этому. Донато стал одним из кандидатов на пост дожа после смерти Марино Гримани 25 декабря 1605 года. Донато столкнулся с оппозицией на этих выборах, но в итоге его избрали дожем в 10 января 1606. Донато унаследовал конфликт с папством от Гримани: между 1601 и 1604 годами в Венеции под руководством Гримани был принят ряд законов, ограничивающих власть папства в республике, и были отменены несколько клерикальных привилегий. 10 декабря 1605, за две недели до смерти Гримани, Павел V направил официальный протест в Венецию. Вскоре после своего избрания на пост дожа Донато, по настоянию Паоло Сарпи, отклонил протест Павла V. В 1608 году Папа наложил интердикт на Венецию. По просьбе Сарпи Донато призвал всех римско-католических священнослужителей игнорировать интердикт папы и продолжать служитьмессу. Венецианское духовенство, за исключением иезуитов, продолжало служить мессу, нарушая папский интердикт. Иезуиты же были изгнаны из Венеции и вернулись туда только в 1655 году. Донато и Сарпи были лично отлучены от церкви Павлом V. Конфликт между Папой и Венецией был улажен только в 1607 году при посредничестве Франции. Венеции удалось настоять на правоте своей позиции, а сторонники Рима в отместку предприняли попытку убить Паоло Сарпи (5 октября 1607 года).
Последующие годы правления Донато никакими особыми событиями отмечены не были. Донато был совсем не популярен среди венецианцев и вскоре после избрания дожем почти не появлялся на публике. Ходили слухи о затворничестве Донато, но они не были обоснованными. Умер он 16 июля 1612 года.